# Synchromismus

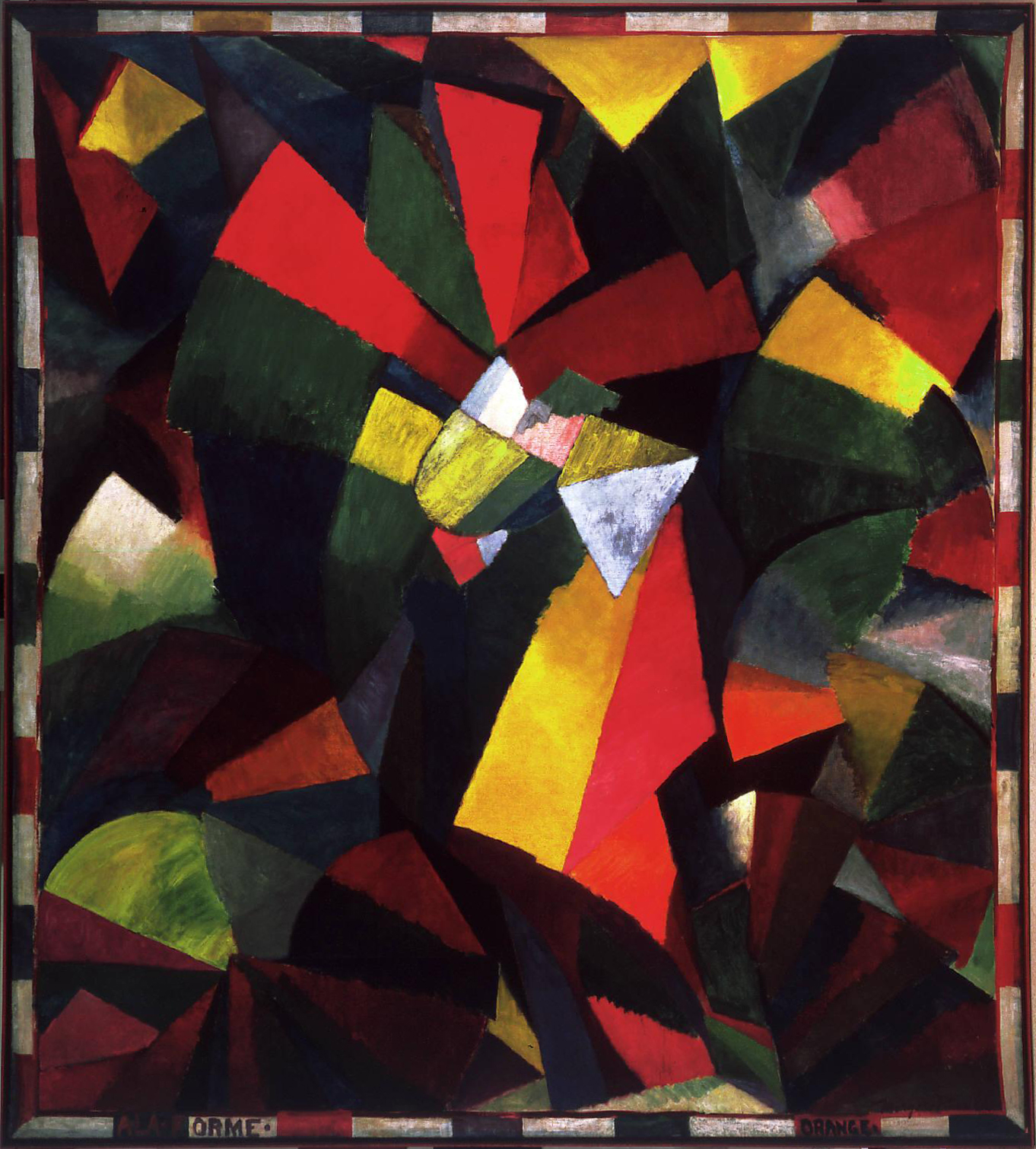
Morgan Russell, Synchromy in Orange: To Form, 1913/1914

Der Synchromismus war eine Stilrichtung, die ab 1912 von den amerikanischen Künstlern Stanton Macdonald-Wright und Morgan Russell in Paris entwickelt wurde. Der Begriff leitet sich von den griechischen Wörtern „syn“ (mit) und „chroma“ (Farbe) ab. Der Kunststil basierte auf der Idee, dass Farbe und Musik ähnliche Phänomene sind und dass Farben in einem Gemälde wie Noten in einer Symphonie orchestriert werden können. Die Bewegung betonte die Verwendung von Farbe zur Erzeugung räumlicher Tiefe und emotionaler Wirkung in der bildenden Kunst.

## Geschichte
Stanton Macdonald-Wright und Morgan Russell entwickelten den Synchromismus während ihres Studiums in Paris in den frühen 1910er Jahren. Sie waren beeinflusst von den Impressionisten, Paul Cézanne und Henri Matisse, die die Farbe über die Zeichnung stellten. Auch Künstler wie Émile Bernard und Paul Gauguin, die die Eigenschaften und Effekte von Farbe erforschten, beeinflussten sie. 1913 wurde das erste synchromistische Gemälde, Russells Synchromy in Green, auf dem Pariser Salon des Indépendants ausgestellt. Im selben Jahr veranstalteten die Synchromisten ihre erste Ausstellung in München, gefolgt von einer in Paris in der Galerie Bernheim-Jeune. 1914 wurden ihre Werke in der Carroll Gallery in New York City gezeigt.
In den Jahren 1911 bis 1914 arbeiteten die Synchromisten in einer ähnlichen Richtung wie die „Orphisten“, aber mehr oder weniger unabhängig, und die beiden Amerikaner waren entsetzt, als sie von einigen Kritikern als Anhänger ihrer europäischen Kollegen abgetan wurden. Obwohl der Synchromismus mit dem Ersten Weltkrieg verschwand (während dessen sich Macdonald-Wright und Russell trennten), beeinflusste er in den folgenden Jahren mehrere amerikanische Künstler (vor allem Thomas Hart Benton), und seine Begründer nehmen einen wichtigen Platz in der Avantgarde der abstrakten Kunst ein.